# Bundesliga 2018-19 (Austria)
La temporada 2018-19 fue la 107a edición de la Bundesliga de Austria, la máxima categoría del fútbol profesional en Austria. El campeonato comenzó el 27 de julio de 2018 y finalizó el 25 de mayo de 2019. El FC Red Bull Salzburg se consagró campeón por sexta vez consecutiva.

## Formato de competencia
El torneo se divide en dos etapas, en la primera etapa o temporada regular los doce clubes se enfrentan todos contra todos en dos ocasiones (una en campo propio y otra en campo contrario) completando 22 fechas. A continuación en la segunda etapa el torneo se divide en dos grupos el Grupo campeonato, que enfrenta a los seis primeros de la temporada regular que luchan por el título y el Grupo descenso que lo disputan los equipos ubicados desde la séptima a la duodécima posición de la temporada regular que luchan por evitar el descenso a la Primera liga o Erste Liga.
Se juega bajo el reglamento FIFA con un sistema de puntuación de 3 puntos por victoria, 1 por empate y ninguno en caso de derrota.
Al final, el que sume más puntos, obtiene el título de campeón de la Bundesliga y la clasificación para la próxima edición de la Liga de Campeones de la UEFA. El segundo y tercer clasificado obtienen una plaza en la UEFA Europa League. El equipo con menos puntos al término de la liga es descendido a la Erste Liga (segunda categoría).

## Ascensos y descensos
Con el aumento de clubes en la Bundesliga de 10 a 12 clubes no se registraron descensos la temporada anterior, el Wacker Innsbruck y el Hartberg ascienden a la categoría.
| Pos. | Descendido de la Bundesliga (Austria) 2017-18 |
| ---- | --------------------------------------------- |
| -    | -                                             |

| Pos. | Ascendido de la Primera Liga 2017-18 |
| ---- | ------------------------------------ |
| 1.º  | Wacker Innsbruck                     |
| 2.º  | Hartberg                             |

## Equipos participantes
| Club               | Ciudad       | Estadio              | Capacidad |
| ------------------ | ------------ | -------------------- | --------- |
| Admira             | Mödling      | BSFZ-Arena           | 10 800    |
| Austria Viena      | Viena        | Generali Arena       | 17 500    |
| Hartberg           | Hartberg     | Stadion Hartberg     | 4 500     |
| LASK               | Linz         | Waldstadion Pasching | 7 870     |
| Mattersburg        | Mattersburg  | Pappelstadion        | 17 100    |
| Rapid Viena        | Viena        | Allianz Stadion      | 28 000    |
| Red Bull Salzburgo | Salzburgo    | Red Bull Arena       | 30 188    |
| Rheindorf Altach   | Altach       | Stadion Schnabelholz | 8 500     |
| St. Pölten         | Sankt Pölten | NV Arena             | 8 000     |
| Sturm Graz         | Graz         | Merkur Arena         | 15 323    |
| Wacker Innsbruck   | Innsbruck    | Tivoli Stadion Tirol | 17 400    |
| Wolfsberger        | Wolfsberg    | Lavanttal-Arena      | 7 300     |

## Temporada regular

### Tabla de posiciones
| Pos. | Equipo            | Pts. | PJ | G  | E  | P  | GF | GC | Dif. | Clasificación 2018–19    |
| ---- | ----------------- | ---- | -- | -- | -- | -- | -- | -- | ---- | ------------------------ |
| 1    | Red Bull Salzburg | 55   | 22 | 17 | 4  | 1  | 51 | 18 | +33  | Ronda por el campeonato  |
| 2    | LASK              | 46   | 22 | 13 | 7  | 2  | 40 | 19 | +21  | Ronda por el campeonato  |
| 3    | Sturm Graz        | 31   | 22 | 7  | 10 | 5  | 26 | 23 | +3   | Ronda por el campeonato  |
| 4    | Wolfsberger       | 30   | 22 | 7  | 9  | 6  | 32 | 31 | +1   | Ronda por el campeonato  |
| 5    | Austria Viena     | 30   | 22 | 9  | 3  | 10 | 29 | 28 | +1   | Ronda por el campeonato  |
| 6    | St. Pölten        | 30   | 22 | 8  | 6  | 8  | 26 | 29 | −3   | Ronda por el campeonato  |
| 7    | Mattersburg       | 29   | 22 | 8  | 5  | 9  | 28 | 36 | −8   | Ronda por la permanencia |
| 8    | Rapid Viena       | 27   | 22 | 7  | 6  | 9  | 26 | 29 | −3   | Ronda por la permanencia |
| 9    | Hartberg          | 26   | 22 | 7  | 5  | 10 | 35 | 45 | −10  | Ronda por la permanencia |
| 10   | Admira            | 21   | 22 | 5  | 6  | 11 | 26 | 42 | −16  | Ronda por la permanencia |
| 11   | Rheindorf Altach  | 18   | 22 | 4  | 6  | 12 | 30 | 32 | −2   | Ronda por la permanencia |
| 12   | Wacker Innsbruck  | 17   | 22 | 4  | 5  | 13 | 0  | 34 | −34  | Ronda por la permanencia |

Actualizado a los partidos jugados el 17 de marzo de 2019.
 Fuente: Soccerway
Criterios de clasificación: =1) Puntos; 2) puntos entre sí; 3) diferencia de goles; 4) Goles marcados.[cita requerida]

### Resultados
| Local \ Visitante | ADM | AUS | HAR | LAS | MAT | RAP | RBS | RHE | STP | STU | WAC | WOL |
| ----------------- | --- | --- | --- | --- | --- | --- | --- | --- | --- | --- | --- | --- |
| Admira            | —   | 1–2 | 2–3 | 0–1 | 0–0 | 0–3 | 2–2 | 2–4 | 3–2 | 2–3 | 3–0 | 0–0 |
| Austria Viena     | 4–0 | —   | 4–2 |     | 2–1 | 6–1 | 0–2 | 1–3 | 2–0 | 1–1 | 2–1 | 2–3 |
| Hartberg          | 0–1 | 0–1 | —   | 0–1 | 4–2 | 3–0 | 0–4 | 2–1 | 1–1 | 2–0 | 2–2 | 1–1 |
| LASK              | 5–1 | 2–0 | 3–3 | —   | 2–1 | 2–1 | 3–3 | 1–1 | 0–0 | 0–0 | 2–0 | 2–0 |
| Mattersburg       | 2–2 | 2–1 | 1–2 | 1–3 | —   | 2–1 | 0–2 | 1–1 | 2–0 | 1–1 | 2–1 | 0–6 |
| Rapid Viena       | 2–0 | 0–1 | 2–2 | 0–1 | 1–0 | —   | 2–0 | 1–1 | 0–2 | 0–0 | 2–1 | 0–0 |
| Red Bull Salzburg | 3–1 | 2–0 | 2–0 | 3–1 | 2–1 | 2–1 | —   | 1–0 | 5–1 | 0–0 | 1–1 | 3–0 |
| Rheindorf Altach  | 0–1 | 2–0 | 6–1 | 1–2 | 2–3 | 2–2 | 2–3 | —   | 1–2 | 0–2 | 1–2 | 0–1 |
| St. Pölten        | 0–0 | 0–0 | 3–0 | 2–2 | 0–1 | 0–4 | 1–3 | 2–1 | —   | 2–0 | 2–0 | 4–3 |
| Sturm Graz        | 3–0 | 1–0 | 3–2 | 0–3 | 1–2 | 1–1 | 1–2 | 1–1 | 0–0 | —   | 1–1 | 3–0 |
| Wacker Innsbruck  | 1–3 | 0–0 | 2–1 | 1–0 | 0–1 | 0–1 | 0–2 | 1–0 | 0–2 | 2–3 | —   | 0–0 |
| Wolfsberger       | 2–2 | 1–0 | 3–4 | 1–1 | 2–2 | 3–1 | 1–4 | 0–0 | 1–0 | 1–1 | 3–1 | —   |

## Grupo campeonato

### Tabla de posiciones
| Pos. | Equipo                | Pts. | PJ | G  | E  | P  | GF | GC | Dif. | Clasificación 2019–20                              |
| ---- | --------------------- | ---- | -- | -- | -- | -- | -- | -- | ---- | -------------------------------------------------- |
| 1    | Red Bull Salzburg (C) | 52   | 32 | 25 | 5  | 2  | 79 | 27 | +52  | Fase de grupos de la Liga de Campeones             |
| 2    | LASK Linz             | 40   | 32 | 18 | 9  | 5  | 59 | 31 | +28  | Tercera ronda de la Liga de Campeones              |
| 3    | Wolfsberger           | 31   | 32 | 12 | 10 | 10 | 47 | 47 | 0    | Fase de Grupos de la Liga Europa                   |
| 4    | Austria Viena         | 27   | 32 | 12 | 6  | 14 | 45 | 48 | −3   | Tercera ronda de la Liga Europa                    |
| 5    | Sturm Graz (O)        | 24   | 32 | 10 | 10 | 12 | 37 | 40 | −3   | Play-offs para entrar en la Liga Europa de la UEFA |
| 6    | St. Pölten            | 21   | 32 | 9  | 9  | 14 | 32 | 50 | −18  |                                                    |

Actualizado a los partidos jugados el 26 de mayo de 2019.
 Fuente: Soccerway
Criterios de clasificación: 1) Puntos; 2) diferencia de goles; 3) Metas anotadas; 4) Partidos ganados; 5) Diferencia de goles.

### Resultados
| Local \ Visitante | AUS | LAS | RBS | STP | STU | WOL |
| ----------------- | --- | --- | --- | --- | --- | --- |
| Austria Viena     | —   | 2–2 | 1–2 | 2–2 | 0–1 | 2–0 |
| LASK Linz         | 5–2 | —   | 0–2 | 0–0 | 1–2 | 3–0 |
| Red Bull Salzburg | 5–1 | 2–1 | —   | 7–0 | 3–1 | 3–1 |
| St. Pölten        | 1–2 | 0–1 | 1–1 | —   | 0–1 | 1–3 |
| Sturm Graz        | 1–3 | 2–3 | 1–2 | 0–1 | —   | 1–2 |
| Wolfsberger       | 1–1 | 0–3 | 2–1 | 4–0 | 2–1 | —   |

## Grupo descenso

### Tabla de posiciones
| Pos. | Equipo           | Pts. | PJ | G  | E  | P  | GF | GC | Dif. | Clasificación y descenso 2019-20                   |
| ---- | ---------------- | ---- | -- | -- | -- | -- | -- | -- | ---- | -------------------------------------------------- |
| 1    | Rapid Viena      | 32   | 32 | 13 | 7  | 12 | 48 | 44 | +4   | Play-offs para entrar en la Liga Europa de la UEFA |
| 2    | Mattersburg      | 28   | 32 | 12 | 7  | 13 | 41 | 48 | −7   | Play-offs para entrar en la Liga Europa de la UEFA |
| 3    | Rheindorf Altach | 28   | 32 | 9  | 10 | 13 | 48 | 44 | +4   |                                                    |
| 4    | Admira           | 22   | 32 | 8  | 9  | 15 | 42 | 62 | −20  |                                                    |
| 5    | Hartberg         | 22   | 32 | 10 | 5  | 17 | 48 | 66 | −18  |                                                    |
| 6    | Wacker Innsbruck | 20   | 32 | 8  | 5  | 19 | 32 | 51 | −19  | Desciende a la Primera Liga de Austria 2019-20     |

Actualizado a los partidos jugados el 26 de mayo de 2019.
 Fuente: Soccerway

### Resultados
| Local \ Visitante | ADM | HAR | MAT | RAP | RHE | WAC |
| ----------------- | --- | --- | --- | --- | --- | --- |
| Admira            | —   | 2–3 | 0–2 | 3–4 | 1–1 | 3–2 |
| Hartberg          | 3–1 | —   | 2–1 | 2–4 | 0–1 | 0–2 |
| Mattersburg       | 1–1 | 3–0 | —   | 1–0 | 0–0 | 3–1 |
| Rapid Viena       | 3–0 | 3–4 | 2–1 | —   | 1–2 | 1–0 |
| Rheindorf Altach  | 2–2 | 3–1 | 2–1 | 2–2 | —   | 1–4 |
| Wacker Innsbruck  | 1–3 | 1–0 | 4–0 | 0–2 | 0–4 | —   |

## Europa League Playoffs
El ganador y el subcampeón de la ronda de descenso jugarán un partido de semifinales de una sola ronda. El ganador jugará la final contra el equipo que ocupa la quinta posición de la ronda de campeonato para determinar al tercer participante de la Liga Europa.

### Semifinal
| 28 de mayo de 2019, 19:00 | Rapid Viena                | 2:0 (2:0) | Mattersburg | Allianz Stadion, Viena                                  |                                                         |
|                           | Knasmüllner 8' · Badji 13' | Reporte   |             | Asistencia: 10.600 espectadores Árbitro(s): Rene Eisner | Asistencia: 10.600 espectadores Árbitro(s): Rene Eisner |

- El Rapid Viena avanza a la final.

### Final
| 30 de mayo de 2019, 17:00 | Rapid Viena | 1:2 (0:0) | Sturm Graz                 | Allianz Stadion, Viena                                     |                                                            |
|                           | Schwab 60'  | Reporte   | 69' Jantscher · 78' Greiml | Asistencia: 15.800 espectadores Árbitro(s): Oliver Drachta | Asistencia: 15.800 espectadores Árbitro(s): Oliver Drachta |

| 2 de junio de 2019, 17:00 | Sturm Graz | 0:1 (0:1) (Global 2:2) | Rapid Viena      | Stadion Graz-Liebenau, Graz                                     |                                                                 |
|                           |            |                        | 43' Spendelhofer | Asistencia: 9.315 espectadores Árbitro(s): Robert Schorgenhofer | Asistencia: 9.315 espectadores Árbitro(s): Robert Schorgenhofer |

- El Sturm Graz por regla del gol de visita, clasifica a la Segunda ronda clasificatoria de la Liga Europa de la UEFA 2019-20.

## Goleadores
- Actualizado al 27 de mayo de 2019
| Rank | Jugador               | Club              | Goles |
| ---- | --------------------- | ----------------- | ----- |
| 1    | Moanes Dabour         | Red Bull Salzburg | 20    |
| 2    | João Victor Santos Sá | LASK Linz         | 13    |
| 3    | Michael Liendl        | Wolfsberger       | 11    |
| 4    | Smail Prevljak        | Red Bull Salzburg | 10    |
| 5    | René Gartler          | St. Pölten        | 9     |
| 6    | Alexander Grünwald    | Austria Viena     | 8     |
| 6    | Hannes Wolf           | Red Bull Salzburg | 8     |
| 8    | Fredrik Gulbrandsen   | Red Bull Salzburg | 7     |
| 8    | Christoph Monschein   | Austria Viena     | 7     |
| 8    | Martin Pušić          | Mattersburg       | 7     |
| 8    | Rajko Rep             | Hartberg          | 7     |